# ティイ
ティイ（英語: Tiye，紀元前14世紀中葉）は、エジプト新王国時代の第18王朝のファラオであったアメンホテプ3世の正妃である。アメンホテプ4世の母であり、王太后である。

## 概要
父母は、ともに神官のイウヤ（Yuya、イウイア）とチュウヤ（Tjuyu、チュイア、トゥイウ）。エジプト人ではなくミタンニ王国の平民出身といわれ、本来ならファラオの正妃にはなれない血統のはずだが、アメンホテプ3世に大切にされたらしく他の妃とは一線を画した扱いを受けていた。少なくとも2人の息子と7人の娘をアメンホテプ3世との間にもうけた。疫病で病死したと言われる。
のちにファラオとなるアイの実妹にあたる。
アメンホテプ2世が埋葬されている王家の谷のKV35の副埋葬室から発見された、髪の毛が残ったミイラが彼女のものと考えられてきた。その後、子のアメンホテプ4世、孫のツタンカーメンとDNAを比較した結果、正式にティイと確認されたことが2010年2月17日にザヒ・ハワスらにより発表された。

## 古跡

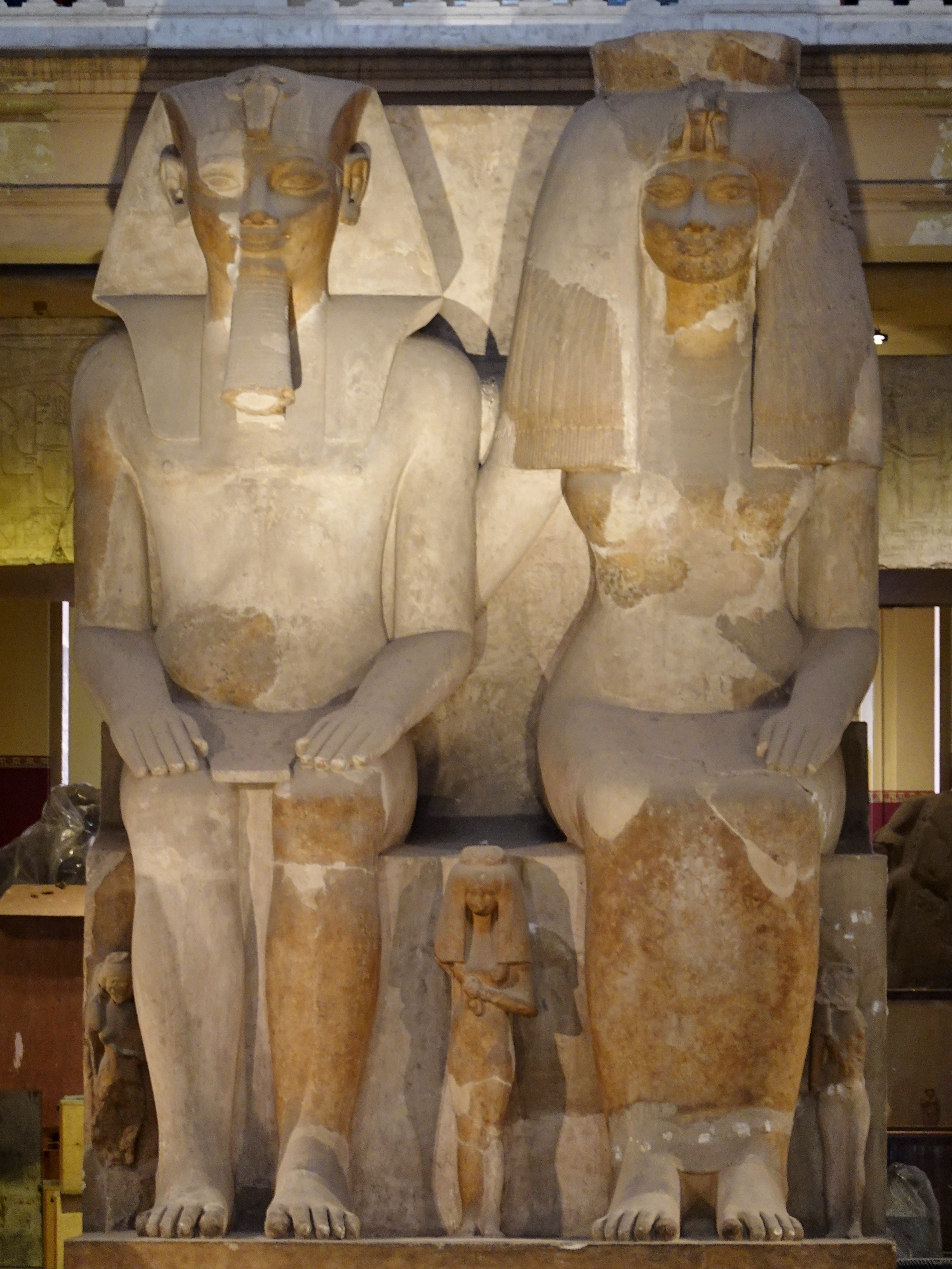
アメンホテプ3世と王妃の巨像,エジプト考古学博物館

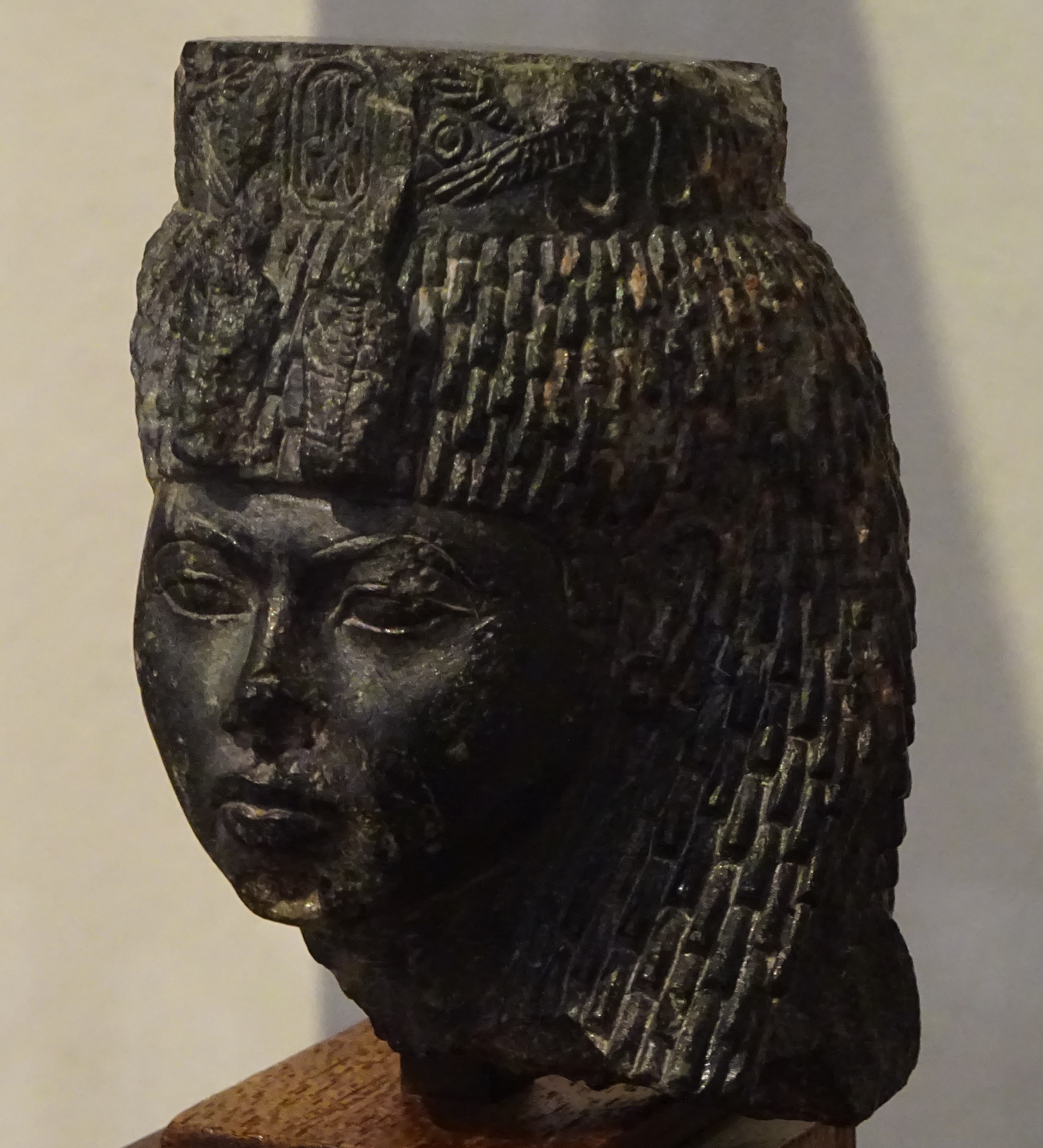

アメンホテプ3世はティイに多くの神殿を捧げた。ヌビアの地において、彼女を女神ハトホルとして崇拝されし、「セディンガ（Sedeinga）」とう名前の神殿を建造てた。  そして治世11年の時、彼はまたティイの故郷アフミームで彼女ために人造湖を作った。アメンホテプ3世は、この湖の完成の式典で「輝くアテン」という名の船に乗ったことが記されている。エジプト考古学博物館に所蔵されるアメンホテプ3世夫婦巨像には、彼女の座像は夫と同じ高さである。プタハの最高司祭アメネミネットの墓室壁画によると、このような巨像は唯一無二ではなく、治世中でアメンホテプ3世は複数の夫婦像を建造したとされる。
アメリカのエジプト学者であるデビッド・オコナーとエリック・クラインはこのように曰く：
| 「 | The unprecedented thing about Tiyi. ... is not where she came from but what she became. No previous queen ever figured so prominently in her husband's lifetime. Tiyi regularly appeared besides Amenhotep III in statuary, tomb and temple reliefs, and stelae while her name is paired with his on numerous small objects, such as vessels and jewelry, not to mention the large commemorative scarabs, where her name regularly follows his in the dateline. New elements in her portraiture, such as the addition of cows' horns and sun disks—attributes of the goddess Hathor—to her headdress, and her representation in the form of a sphinx—an image formerly reserved for the king—emphasize her role as the king's divine, as well as earthly partner. Amenhotep III built a temple to her in Sedeinga in northern Sudan, where she was worshiped as a form of Hathor. | 」 |